# Dani Sordo
Daniel Sordo Castillo (Torrelavega, Cantabria, 2 de mayo de 1983), más conocido como Dani Sordo, es un piloto de rally español, originario de Puente San Miguel. Inició su carrera deportiva en 1995, con doce años, en la disciplina de motocross. Posteriormente se pasó al karting y en 1999 al automovilismo donde ha competido tanto en rally como en pruebas de montaña. Comenzó su trayectoria en rally en pruebas regionales. En 2002 dio el salto al Campeonato de España de Rally, donde sumó un total de ocho triunfos y obtuvo el título en 2005. Ese mismo año logró el Campeonato Mundial de Rally Junior, también con la marca Citroën. Como consecuencia, consiguió un asiento como piloto oficial para la temporada 2006, teniendo de compañero al francés Sébastien Loeb. Tras varias temporadas en el Citroën World Rally Team, el piloto fichó por MINI en 2011, para regresar de nuevo a Citroën en 2013 y en 2014 fue contratado por Hyundai. También hizo una breve aparición con Ford en 2012 en el Rally de Argentina en sustitución de Jari-Matti Latvala. Por otro lado, participó por primera vez en Pikes Peak International Hill Climb en 2024, consiguiendo ganar en su categoría y el tercer puesto en la clasificación general.
Ha disputado 191 pruebas en el campeonato del mundo, y ha logrado tres victorias —en el Rally de Alemania de 2013 y en el Rally de Cerdeña 2019 y 2020— y 57 podios. Junto a Carlos Sainz y Chus Puras, es uno de los tres pilotos españoles que ha ganado algún rally en el Campeonato Mundial de Rally. Ha sido campeón del mundo por equipos en cuatro ocasiones: 2008, 2009 y 2010 con Citroën y en 2019 con Hyundai. También disputó el IRC en 2012, donde logró la victoria en el Rally de Córcega. Triunfó además de Finlandia como el SM O.K. Auto-ralli (2008), el Arctic Lapland Rally (2010) y el Monza Rally Show que ganó en dos ocasiones: 2010 y 2013.
A lo largo de su trayectoria ha tenido como copilotos a Amadeo Aguirre, Ezequiel Nazábal, Juan Antonio Castillo, Oriol Julià Pacual, Marc Martí, Carlos del Barrio, Iván Bajo y Diego Vallejo. Ha tenido como ouvrier a los pilotos Yuyo Bartolomé Sergio Vallejo y Enrique García Ojeda.

## Trayectoria
Su padre es Daniel Sordo Cayuso, dueño del circuito Karting La Roca, quien también fue piloto de rally que se hizo conocido a los mandos de un BMW M3 fue campeón de Cantabria de rally y de montaña y siempre apoyó a su hijo para que se convirtiera en piloto.

### Inicios: 1995-2001

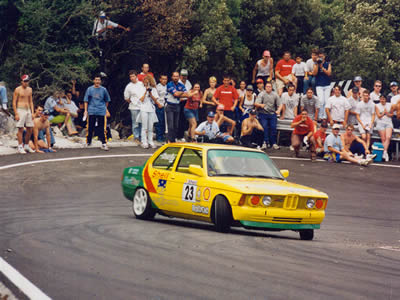
Daniel Sordo con un BMW en la Subida a la Bien Aparecida de 1999.

Debutó en competición en 1995 con doce años en la modalidad de motocross, con una Kawasaki de 80 cc. En 1996 disputó el campeonato regional de esta disciplina y en 1997 debutó en el automovilismo dentro de la modalidad de karting en una Arisco de 80 cc con catorce años. Entre 1997 y 1998 disputó el campeonato regional de karting en la categoría cadete. En 1999 compitió por primera vez con un turismo y lo hizo en el Campeonato de Cantabria de Montaña donde al año siguiente, en 2000, consiguió sus primeras victorias. Venció en la Subida a Peña Cabarga, Subida a Bien Aparecida, Subida a Collado de Cieza y Subida a La Montaña y se proclamó campeón de Cantabria de montaña. Al poco de lograr sus primeras victorias un virus lo dejó postrado en una silla de ruedas lo que amenazó gravemente su salud, pero regresó a la competición tras varios meses de recuperación. En 2001 debutó en rally y lo hizo en el Rally Ciudad de Torrelavega a los mandos de un Mitsubishi Lancer Evo VI con el que logró la victoria. Esa temporada alternó su participación en el Campeonato de Cantabria de Rally con el de montaña. Además del Rally de Torrelavega ganó el Rally Cantabria, el Rally de Cóbreces, el Rallysprint de Otañes, el Rallysprint San Roque-Mirones y en la Subida a Collado de Cieza, en este último en la categoría de carrozados.

### Campeonato de España: 2002-2005

#### 2002
En el año 2002 debutó en una prueba puntuable para el Campeonato de España de Rally, el Rally de Santander - Cantabria, donde consiguió terminar en la sexta posición con un Mitsubishi Carisma GT Evo VI. Posteriormente participó en el Rally Villa de Llanes con un Mitsubishi Lancer Evo VI donde logró el cuarto puesto, aunque luego, en las siguientes cinco participaciones —Rally de Orense, Rally de Avilés, Rally Rías Baixas, Rally Vasco Navarro y Rally Mediterráneo— abandonó en todas las pruebas, salvo en el Rías Baixas donde terminó en la undécima posición. Ese mismo año debutó en el Campeonato de España de Rally de Tierra donde sumó un podio, con un tercer puesto en el Rally de Tierra Cantabria y posteriormente disputó el Rally Villa de Teruel, donde fue cuarto, y el Rally Cangas del Narcea donde fue segundo por detrás de Txus Jaio. Posteriormente participó también en el Rally Palma del Río donde abandonó por rotura del motor. Estos resultados le valieron para terminar séptimo en la clasificación general del campeonato de España. En el certamen regional consiguió cuatro victorias: Rally de Guriezo, Rally Cantabria, Rally Villa de Cabezón de la Sal y Rallysprint Villa de Limpias.

#### 2003

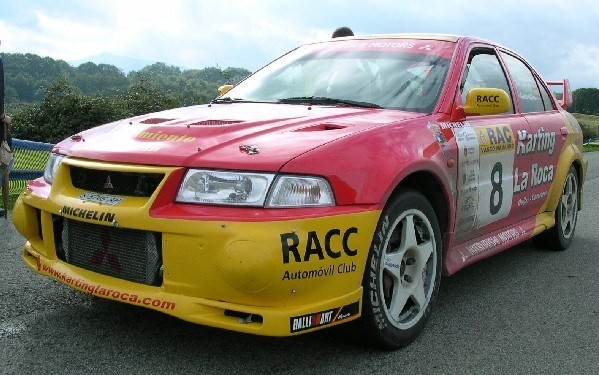
El Mitsubishi Lancer Evo VI de Dani Sordo en el Rally Vasco Navarro de 2003.

En 2003 compaginó su participación en el campeonato cántabro con el campeonato de España y además debutó en su primera prueba del campeonato del mundo. De nuevo con el Mitsubishi Lancer Evo VI y en el Mitsubishi Motors España participó en el Rally Mediterráneo con un noveno puesto, en el Rally Santander Cantabria donde consiguió su primera victoria en el nacional de asfalto, en el Rally Rías Baixas con un séptimo puesto, el Rally de Orense donde abandonó por avería mecánica, en el Rally de Avilés también con abandono, en el Rally Príncipe de Asturias donde fue duodécimo y posteriormente en el Rally Vasco Navarro donde fue excluido. El 24 de octubre debutó en el Rally Cataluña, con un Mitsubishi Lancer Evo VII donde terminó en el posición decimoctava, aunque con una penalización de cincuenta segundos por haber llegado tarde cinco minutos a un control horario en el último tramo, Viladrau. La última cita del campeonato de España fue el Rally Costa del Sol donde corrió con Citroën Sport en un Citroën Saxo S1600 con el que terminó en la quinta posición. Esta prueba la disputó por primera vez con el copiloto Carlos del Barrio. En el campeonato regional logró dos victorias, en el Rallysprint de Hoznayo y en el Rally Ciudad de Torrelavega. Además de rally, ese año participó en otros eventos de motor, como el Trofeo Ski Serveis-BBF sobre hielo, la Michelin Carrera de Campeones, el Rally Master Español Pole Position 1000 km de resistencia donde ganó y en la II Fórmula-Rally Ciudad de Torrelavega donde también venció.

#### 2004
En 2004 alternó de nuevo el campeonato de España con el campeonato del mundo. En España compitió con Citroën dentro del equipo Auto Gomas Cantabria, concesionario oficial de la marca. Con un Citroën C2 S1600 participó en el Rías Baixas, donde abandonó, en Orense donde fue quinto y en Avilés donde fue tercero. Tras estas apariciones en el nacional dio el salto a Argentina para participar en su segunda prueba del campeonato del mundo. Se inscribió con el Mitsubishi Lancer Evo VII con el que tuvo problemas mecánicos en el sexto tramo y llegó 23 minutos tarde a un control horario. Fue penalizado con casi cuatro minutos por lo que terminó abandonando. Tras la prueba sudamericana regresó a Europa para disputar el Rally de Alemania, donde participó de nuevo con el Evo VII y consiguió terminar en la posición decimonovena. De vuelta al campeonato de España corrió el Príncipe de Asturias donde sufrió un accidente con el Citroën C2 S1600. En Llanes consiguió terminar cerca del podio con un cuarto puesto y tras la cita asturiana regresó al mundial para disputar el Rally de Córcega. Con el Lancer Evo VII consiguió terminar en la decimotercera posición, por lo que mejoró el décimo octavo puesto logrado en el Cataluña del año anterior. En su segunda participación en el Rally Cataluña, sustituyó el Mitsubishi por el Citroën C2 S1600 con el que participaba en el campeonato de España. Pese a ello no pudo mejorar su debut y terminó en la vigésima posición. Los buenos resultados llegaron al final de la temporada cuando consiguió dos victorias: en el Rally Costa del Sol y el Rally de Madrid-La Alcarria. Estos triunfos le permitieron terminar quinto en la clasificación final del certamen. Ese año también consiguió ser campeón del Campeonato de Andorra de automovilismo sobre hielo, del Karting Indoor Ciudad de Santander y ganó el Rally del Vino Montilla-Moriles.

#### 2005: campeón Mundial Júnior y campeón de España

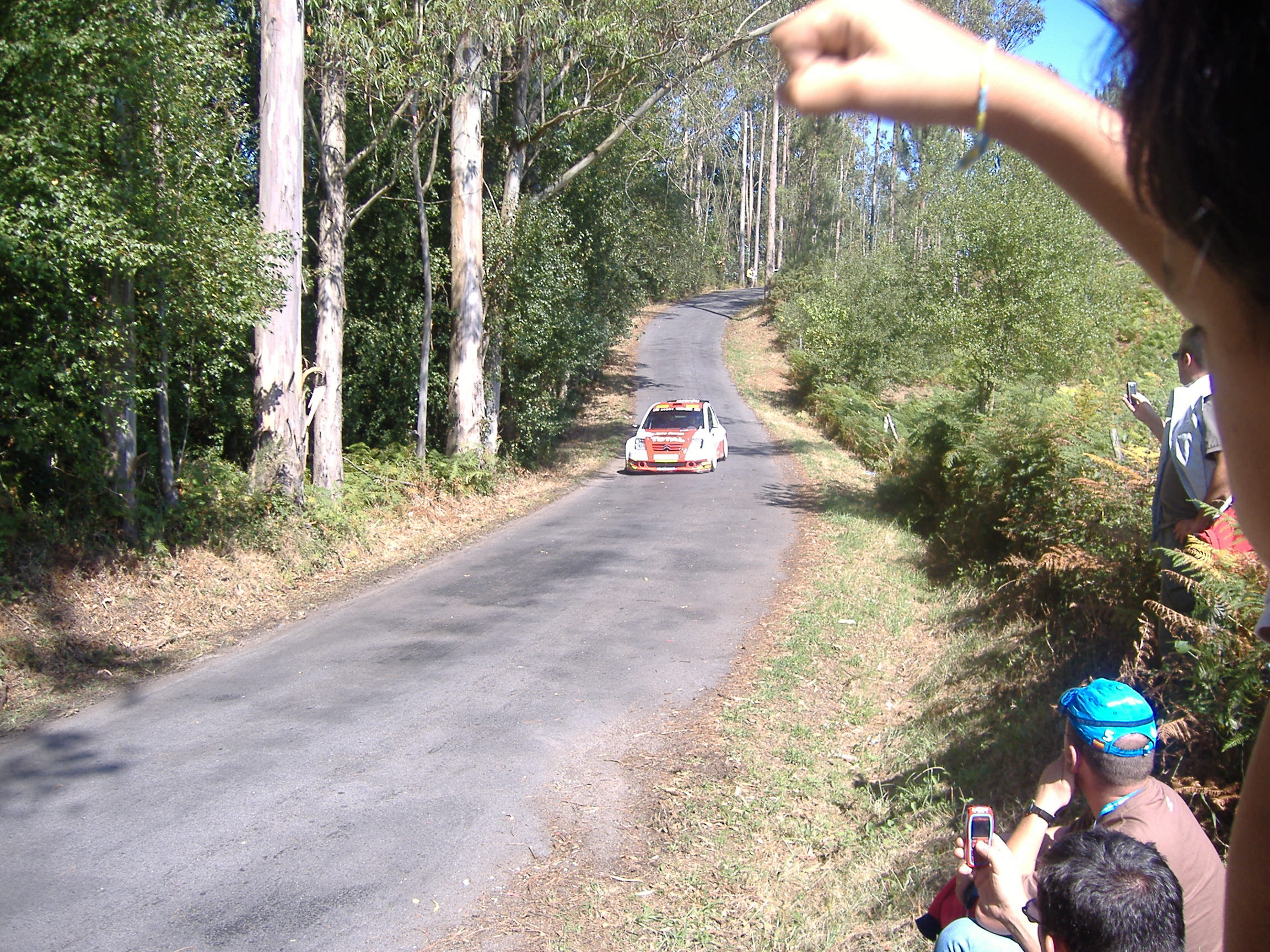
Sordo durante el Rally de Ferrol de 2005 donde logró la tercera victoria del año en el campeonato de España.

En la temporada 2005 fue piloto oficial de Citroën y compaginó su participación el campeonato de España con el Campeonato Mundial de Rally Junior. La marca le confió de nuevo el Citroën C2 S1600 y con Marc Martí a su derecha —copiloto que había corrido con Carlos Sainz— debutó en el Rally de Montecarlo donde finalizó en la decimoquinta posición de la general y cuarto en la categoría júnior. Participó en el Rally La Vila Joiosa, donde fue segundo (su tercer podio en el campeonato) y tuvo el primer enfrentamiento del año con el ganador de la prueba Alberto Hevia, vigente campeón de España. Tras esto se desplazó a Portugal para participar en la prueba lusa, que ese año no era puntuable para el campeonato del mundo y con el Citroën C2 S1600 consiguió terminar en la quinta posición (primero de grupo A) y a menos de un minuto del campeón del mundo Juha Kankkunen que fue cuarto con un Subaru Impreza WRX. Luego se trasladó a Canarias para disputar la segunda ronda del campeonato español, el Rally Islas Canarias - El Corte Inglés que además era puntuable para la Copa de Europa de Rally. Con el C2 logró terminar segundo a un minuto del ganador, el andorrano Joan Vinyes, pero el quinto puesto logrado por Hevia le permitió a Sordo situarse líder del certamen por primera vez en su carrera. En la segunda cita del mundial, el Rally de Cerdeña, terminó décimo séptimo, pero logró la primera victoria en la categoría júnior, lo que le permitió subir a la tercera plaza en el campeonato y situarse a un punto del líder Kris Meeke. De regreso a España corrió el Rally Cantabria Infinita y en el Rally Rías Baixas, venciendo en ambas, en la última acompañado de Carlos del Barrio que sustituyó temporalmente a Martí, que se encontraba en Turquía preparando el rally con Carlos Sainz. En la tercera cita del mundial, el Rally Acrópolis, tuvo como copiloto a Oriol Juliàn y a bordo del C2 tuvieron que abandonar a falta de solo dos tramos por disputarse. La cita griega impidió a Sordo participar en el Rally de Orense, quinta ronda del calendario, donde venció Alberto Hevia. Con Marc Martí de nuevo a su derecha fue segundo en el Rally de Avilés y posteriormente se trasladó a Finlandia, donde disputó el International Pirelli Rally a modo de preparación del Rally de Finlandia. A bordo de un Renault Clio Ragnotti consiguió terminar noveno en una prueba protagonizada por los pilotos locales. En Finlandia fue décimo quinto y primero en la categoría júnior y en Alemania décimo tercero y de nuevo primero en su categoría hecho que le valió el liderato del mundial júnior empatado a puntos (35) con el británico Guy Wilks.

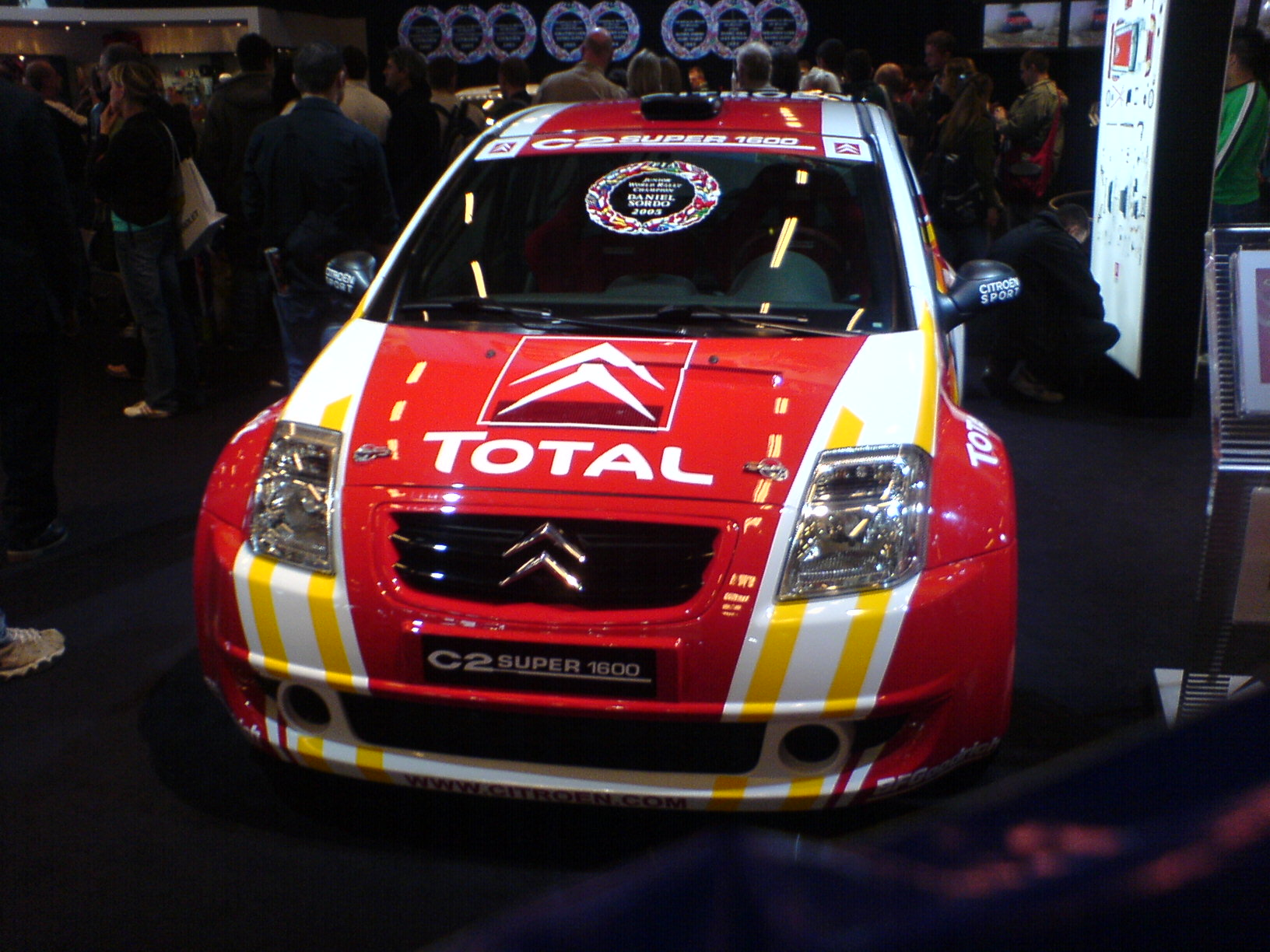
En 2005 Sordo compaginó el campeonato de España de rally con el campeonato del mundo júnior con el Citroën C2 S1600 y se llevó el título en ambos certámenes. En la imagen el C2 que usó en el JWRC.

De vuelta a España, Sordo corrió las tres citas restantes del campeonato de España y con victoria. Venció en el Villa de Llanes, en el Rally de Ferrol —hecho que le permitió recuperar el liderato— y en el Príncipe de Asturias. La victoria en Asturias coronó a Sordo como campeón de España y lo convirtió en el tercer piloto cántabro en ganar el certamen nacional, tras Genito Ortiz y Jesús Puras. Las dos pruebas restantes del campeonato del mundo eran el Rally de Córcega y el Rally Cataluña. En la primera Sordo fue décimo quinto y segundo de la júnior mientras que en Cataluña fue décimo segundo y primero en su categoría —a pesar de la penalización de un minuto— por lo que se proclamó campeón del mundo júnior. Se convirtió en el segundo español en lograrlo, tres años después de que lo hiciese Dani Solà a los mandos también de un Citroën.

### Campeonato del Mundo: Citroën 2006-2010

#### 2006

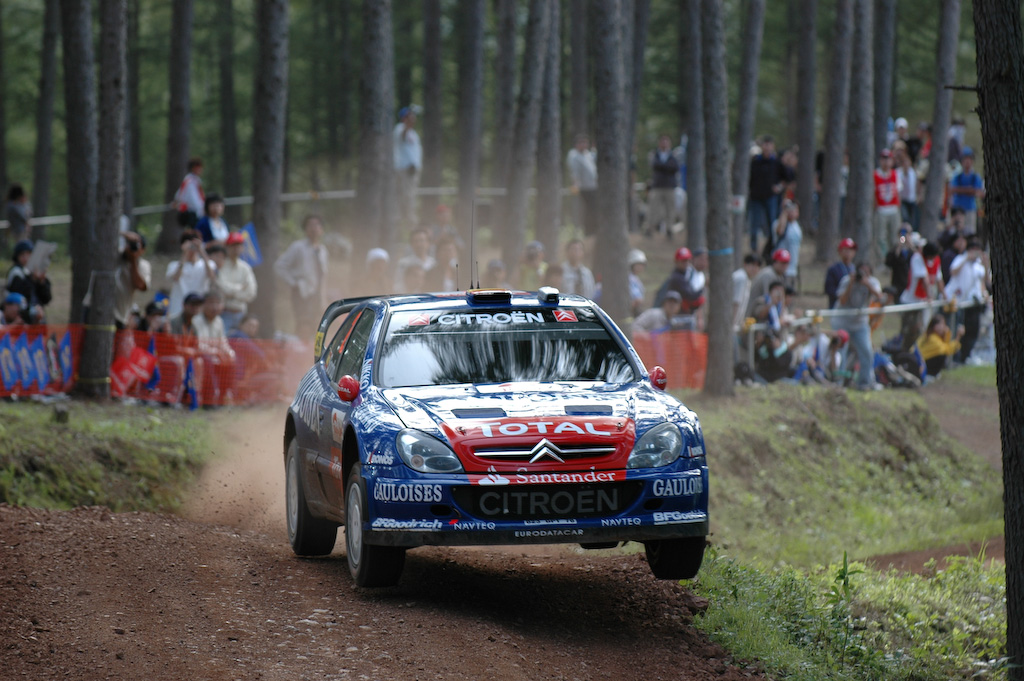
En su primer año con un World Rally Car, Sordo logró cuatro podios, tres de ellos sobre asfalto. En la imagen con el Citroën Xsara WRC en el Rally de Japón donde fue descalificado.

Para la temporada 2006 Citroën lo fichó para competir en el campeonato del mundo, por lo que no corrió ninguna prueba del campeonato nacional ni regional, y formó equipo con el francés Sébastien Loeb y el también español, Xavi Pons. La entrada de Sordo como piloto oficial de Citroën fue apoyada por Carlos Sainz piloto que había corrido con la marca francesa entre 2003 y 2005 y que contribuyó a que Sordo lograse un asiento en el equipo. Ese año la marca francesa había abandonado el mundial por discrepancia con la FIA por lo que sus pilotos continuaron en competición dentro del equipo belga Kronos Racing así que Sordo completó su primer año completo en el mundial como semioficial. Como Citroën tenía en desarrollo el Citroën C4 WRC el debut de este modelo se retrasó y sus pilotos continuaron un año más con el Citroën Xsara WRC. Sordo debutó con su primer vehículo World Rally Car en el Rally de Montecarlo donde consiguió ser octavo, su mejor resultado hasta la fecha y sumó sus primeros puntos en el certamen. En la segunda cita Suecia, la única sobre nieve de la temporada, no sumó ningún punto al terminar en la posición decimosexta. Sin embargo, los resultados mejoraron en las siguientes citas y llegaron los primeros podios. En México fue cuarto y en el Cataluña, prueba dominada por su compañero de equipo Sébastien Loeb, marcó su primer scratch en el décimo tramo, Duesaigues 2, y terminó segundo lo que significó su primer podio en el mundial y le valió para subir hasta el tercer puesto de la clasificación general. En Córcega fue tercero, consiguió subirse de nuevo al podio además marcar el mejor tiempo en dos tramos: Ucciani - Bastelica y Pont de Calzola - Agosta. En Argentina fue quinto y posteriormente repitió podio con otro tercer puesto, esta vez en Cerdeña, su primer podio en una prueba sobre tierra. En el duro Acrópolis fue sexto y en el Rally de Alemania, la cuarta cita sobre asfalto del calendario —tras Montecarlo, Cataluña y Córcega— fue de nuevo muy rápido, marcó cinco scratch y terminó segundo a medio minuto del ganador, su compañero Loeb, pero a más de dos minutos del piloto de Ford, Marcus Gronholm.

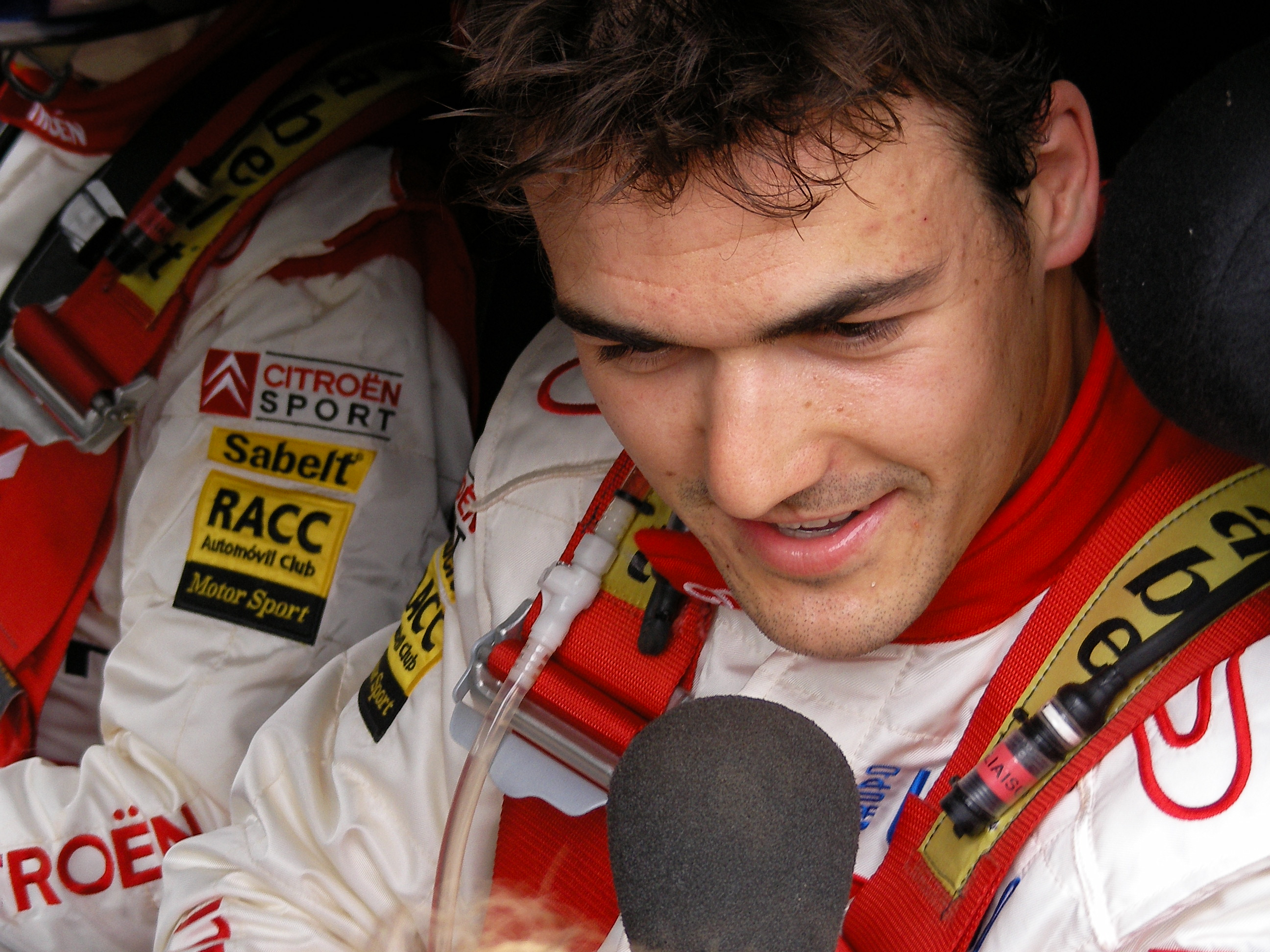
Dani Sordo en el Rally de Australia de 2006.

A pesar del buen arranque de temporada, los malos resultados comenzaron a llegar y en las tres citas siguientes no consiguió sumar ningún punto. En Finlandia sufrió un accidente en el tramo catorce, tras un rasante volcó y chocó contra un talud y se vio obligado a abandonar, en Japón a pesar de haber terminado el rally, fue descalificado por no haber enganchado el cinturón de seguridad tras subirse al coche cuando se paró en mitad de un tramo debido al vuelco de un piloto, y en Chipre de nuevo abandonó por accidente tras chocar contra una rotonda y destrozar el frontal del Xsara. A pesar de no haber sumado ningún punto conservó la tercera posición del campeonato, aunque con solo dos puntos de ventaja sobre Mikko Hirvonen, su inmediato seguidor. La siguiente cita en disputar era el Rally de Turquía donde Sébastien Loeb, líder del mundial, no acudió debido a una lesión, por lo que Sordo formó equipo con el escocés Colin McRae. En la prueba turca terminó en la séptima posición y en la siguiente cita, Australia contó con Xavi Pons como compañero que fue cuarto, mientras que Sordo solo pudo ser vigesimotercero. La prueba que cerró el calendario fue el Rally de Gran Bretaña donde formó equipo con Xavi Pons y ambos terminaron en los puntos: séptimo y quinto puesto. Sordo terminó su primer año completo con Citroën en la quinta posición del campeonato, con cuatro podios y sumó un total de 49 puntos.

#### 2007

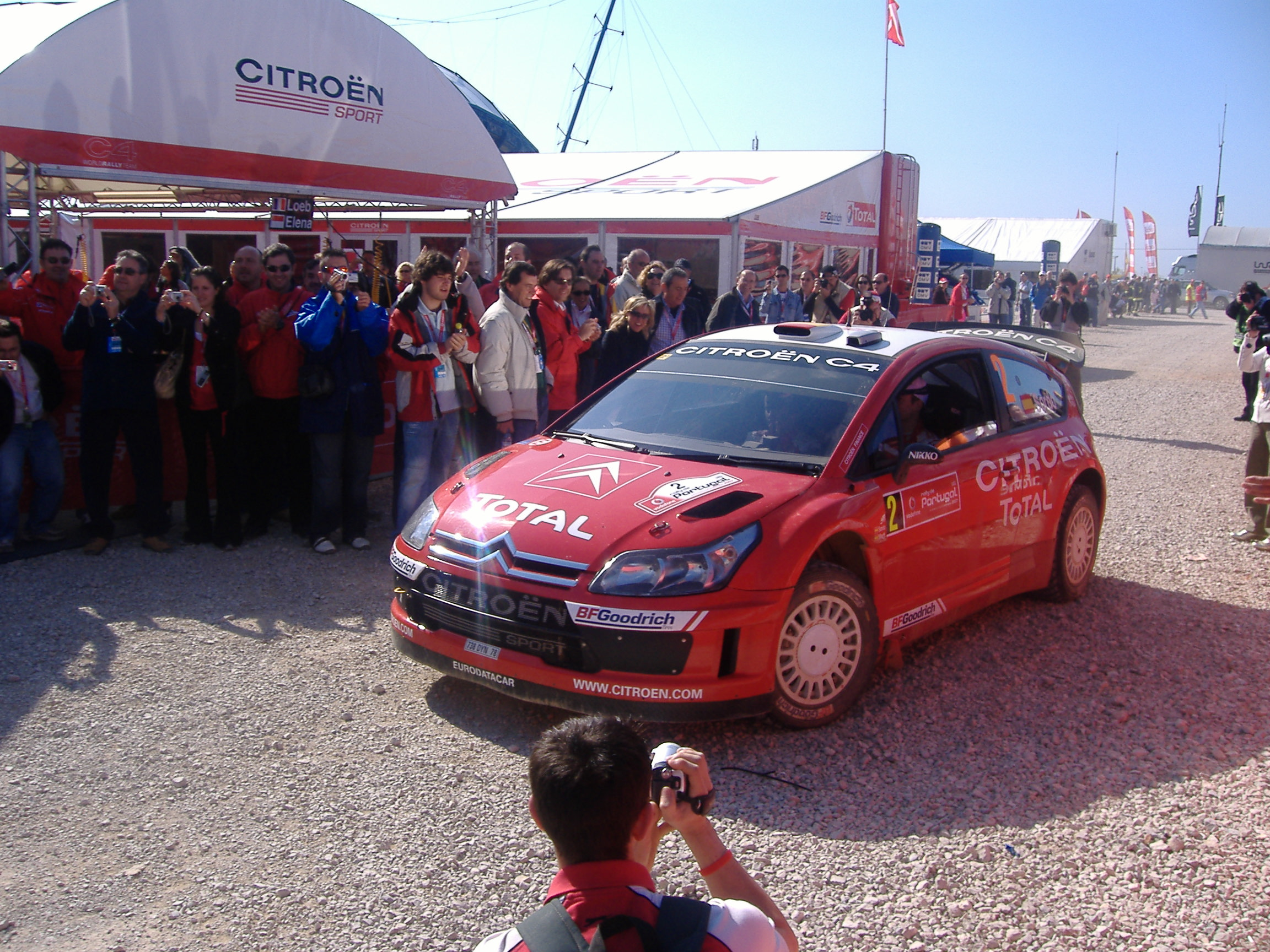
En 2007 Sordo corrió con el Citroën C4 WRC y mejoró los resultados del año anterior al sumar siete podios, cuatro de ellos consecutivos.

Para la temporada 2007 Citroën regresó de manera oficial al mundial y lo hizo con el Citroën C4 WRC, vehículo que sustituyó al Citroën Xsara WRC y que sería el coche de Sordo en los siguientes cuatro años. Ese año formó equipo con Sébastien Loeb de nuevo como segundo piloto. El arranque de temporada fue irregular, en Montecarlo mejoró el octavo puesto del 2006, fue segundo por detrás de Loeb y a menos de un minuto. En Suecia, sin embargo, tampoco pudo sumar puntos al igual que en la edición anterior y terminó decimosegundo y en Noruega terminó en la posición vigesimoquinta. Tras esto llegó la primera cita sobre tierra del año, México, donde logró la cuarta plaza a pesar de haber resistido en la tercera hasta la última etapa, cuando fue superado por el piloto de Ford, Mikko Hirvonen. El segundo podio de Sordo llegó en Portugal, donde fue tercero gracias a las penalizaciones impuestas a los dos Ford Focus WRC de Grönholm e Hirvonen que les hizo perder posiciones una vez terminada la prueba. En Argentina fue sexto de nuevo por detrás de los Focus y de su compañero y de vuelta a Europa disputó el Rally de Cerdeña donde sumó otro podio mientras que Loeb no terminó al perder una rueda. Posteriormente fue vigesimocuarto en el Acrópolis, la tercera prueba fuera de los puntos. Tras la cita griega se desplazó hasta Finlandia para disputar el SM O.K. Auto-ralli a modo de preparación para el Rally de Finlandia, aunque no terminó ninguna de las dos, en la primera por sufrir un accidente y en la siguiente por avería mecánica. En la segunda cita de la temporada sobre asfalto, Alemania, Sordo no pudo igualar el podio del año anterior al abandonar muy pronto por una avería mecánica en el Citroën C4. A pesar de estos resultados en las siguientes seis pruebas que faltaban por completarse Sordo consiguió terminar en todas en los puntos y en cuatro de ellas, además en el podio. En Nueva Zelanda fue sexto, en Cataluña segundo donde llegó a liderar la prueba además de marcar cuatro scratch en Córcega fue tercero, en Japón segundo y en Irlanda segundo. A modo de preparación para esta prueba Sordo y Loeb habían disputado en el mes de septiembre el Cork 20 International Rally donde coparon las dos posiciones del podio, aunque el español corrió con Xsara WRC mientras que el francés con el C4 WRC. Tras Japón Sordo también disputó el Rally de Torrelavega con un BMW M3 y la última cita del calendario, Gran Bretaña, mejoró el séptimo puesto del año anterior al finalizar en la quinta posición. De esta manera el español terminó cuarto del campeonato con 65 puntos y con siete podios, por lo que mejoró los resultados del año anterior.

#### 2008

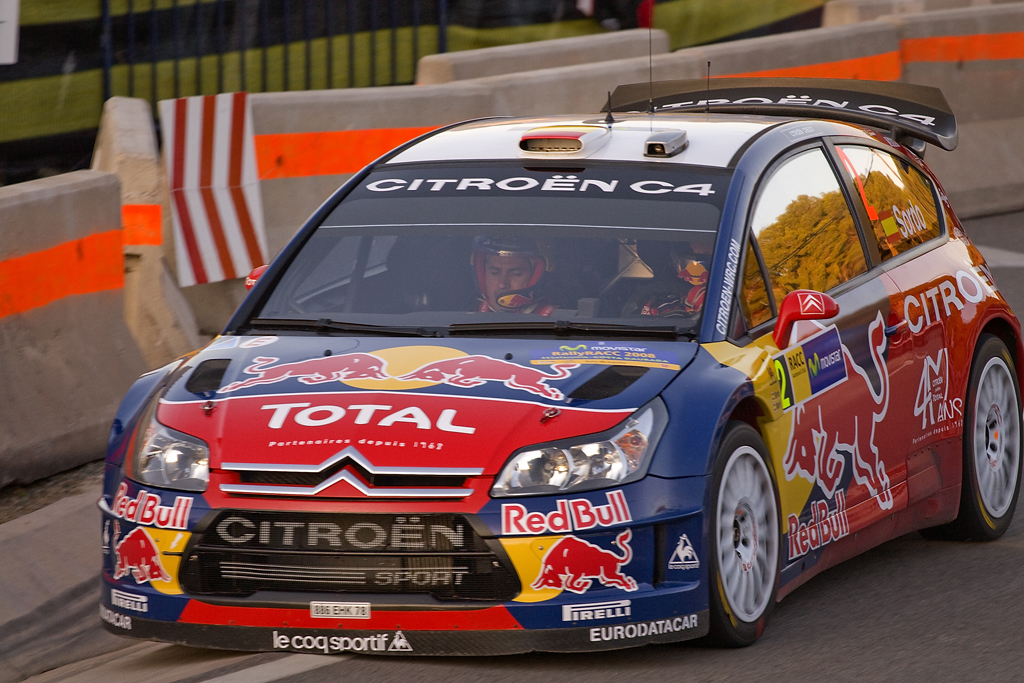
En 2008 Sordo sumó cinco podios y terminó tercero. En la imagen durante el Rally Cataluña donde volvió a subirse al podio por tercera vez consecutiva.

En la temporada 2008, de nuevo con el C4 y con Loeb como compañero, Sordo arrancó la temporada sumando solo tres puntos en las tres primeras pruebas. En Montecarlo tuvo problemas en el motor en el tramo once y a pesar de terminar fue undécimo. En Suecia sumó sus primeros puntos al ser sexto y en México sufrió un accidente en los primeros compases y a pesar de volver a la carrera y marcar tres scratch solo pudo ser décimo sexto. Sin embargo, en la segunda cita americana, en Argentina Sordo logró su primer podio del año, donde terminó tercero. Volvió a sumar otro podio, en el Rally de Jordania donde consiguió superar a su compañero Loeb que fue décimo. En las siguientes tres pruebas del calendario, Cerdeña, Acrópolis y Turquía volvió a sumar puntos, donde sumó dos quintos puestos y un cuarto. En el mes de julio y antes del Rally de Finlandia, Sordó participó de nuevo en el O.K. SM Auto-Ralli, quinta ronda del campeonato de Finlandia, donde consiguió la victoria. En su cuarta participación en el rally finés, Sordo consiguió sumar sus primeros puntos, fue cuarto de nuevo superado por su compañero. En la recta final del campeonato, el español sumó tres podios consecutivos: fue segundo en Alemania, Nueva Zelanda y Cataluña, donde el ganador fue Loeb, lo que supuso tres dobletes consecutivos para la marca y permitió adelantar a Ford en el campeonato de constructores con una ventaja de 27 puntos. En la siguiente cita que se disputaba sobre asfalto, Córcega, Sordo sufrió un accidente en el tercer tramo y no pudo terminar. En Japón fue excluido tras la prueba, pero en la última cita del año, volvió a subirse al podio. Fue tercero en Gran Bretaña por lo que mejoró los resultados de años anteriores y terminó el año en la tercera posición con 65 puntos y contribuyó a que Citroën sumase su cuarto título de constructores.

#### 2009

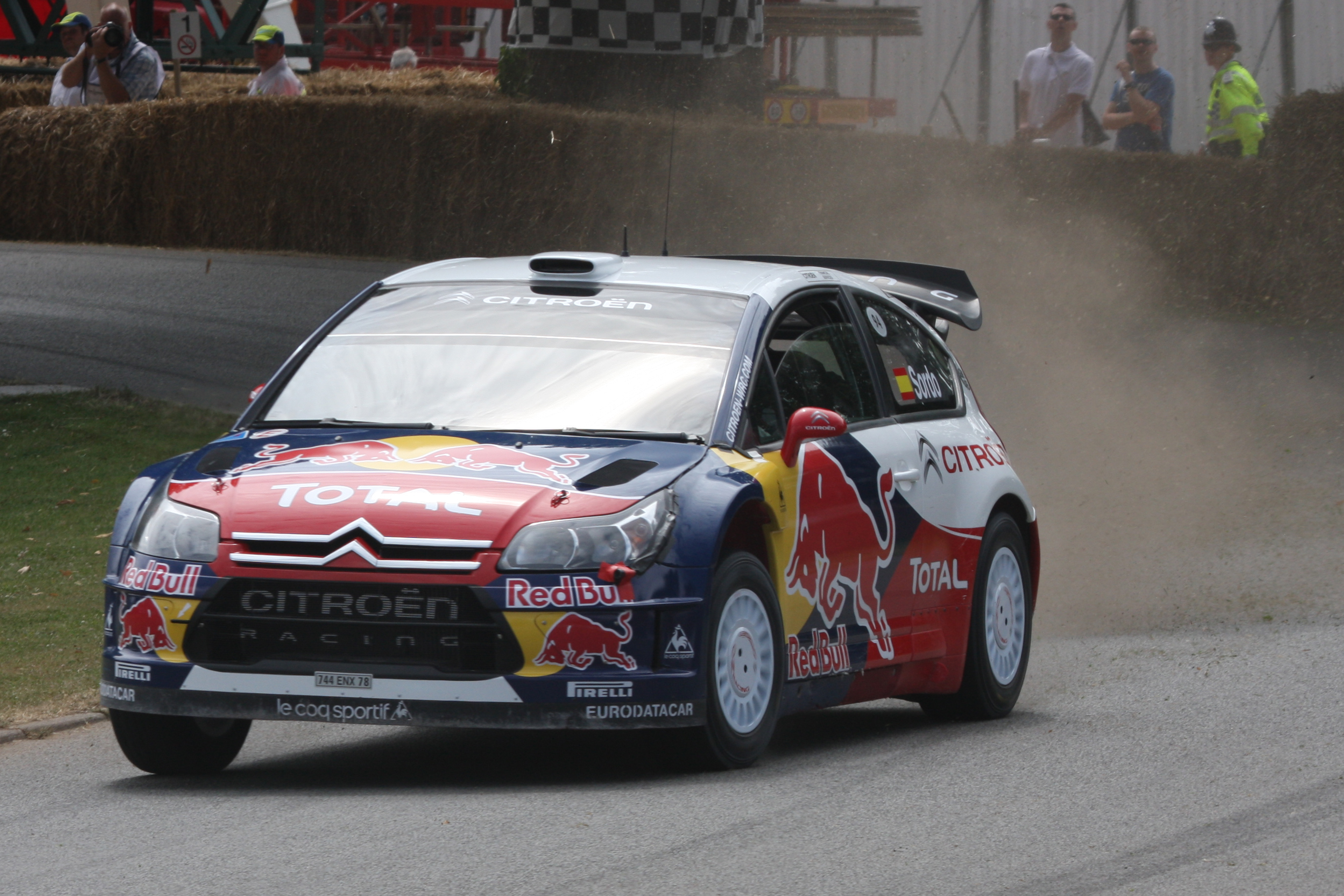
En 2009 Sordo repitió el tercer puesto en la clasificación final del campeonato del mundo además de sumar siete podios. En la imagen durante el Goodwood Festival of Speed al que acudió en el mes de julio.

En su cuarta temporada con Citroën, la tercera con el C4 WRC, Sordo hizo su mejor arranque de temporada hasta entonces. Terminó las cinco primeras pruebas del calendario en la zona de puntos y en tres de ellas en el podio. En el Rally de Irlanda, prueba que debutaba en el campeonato, fue segundo por detrás de Loeb y por delante de Hirvonen. En Noruega y Chipre no pudo subirse al podio, pero sí sumó puntos, con un quinto y cuarto puesto respectivamente. Volvió a subirse al podio en Portugal, donde logró terminar tercero, igualando el resultado conseguido en 2007 y en Argentina sumó su tercer podio del año, con un segundo puesto que le valió para situarse segundo en el campeonato con treinta y un puntos. A pesar de estos resultados en las dos pruebas siguientes, que se disputaron sobre tierra, Sordo no pudo sumar ningún punto: fue vigésimo tercero en Cerdeña, debido a varios problemas con el turbo durante la carrera, y duodécimo en el Acrópolis, donde sufrió un accidente. En el Rally de Polonia Sordo fue el mejor de los Citroën al terminar segundo, por segunda vez en la temporada por delante de su compañero Loeb que terminó séptimo debido a una salida de pista. Fue cuarto en Finlandia y a partir de ahí no se bajó del podio en las tres pruebas restantes. Fue tercero en Australia; donde él y Loeb fueron penalizados con un minuto por lo que ambos perdieron un puesto, segundo en Cataluña; donde comenzó liderando la prueba y terminó por detrás de Loeb con tan solo doce segundos de diferencia y tercero en Gran Bretaña. Sordo terminó de nuevo tercero en el campeonato por detrás de Sébastien Loeb y Mikko Hirvonen.

#### 2010

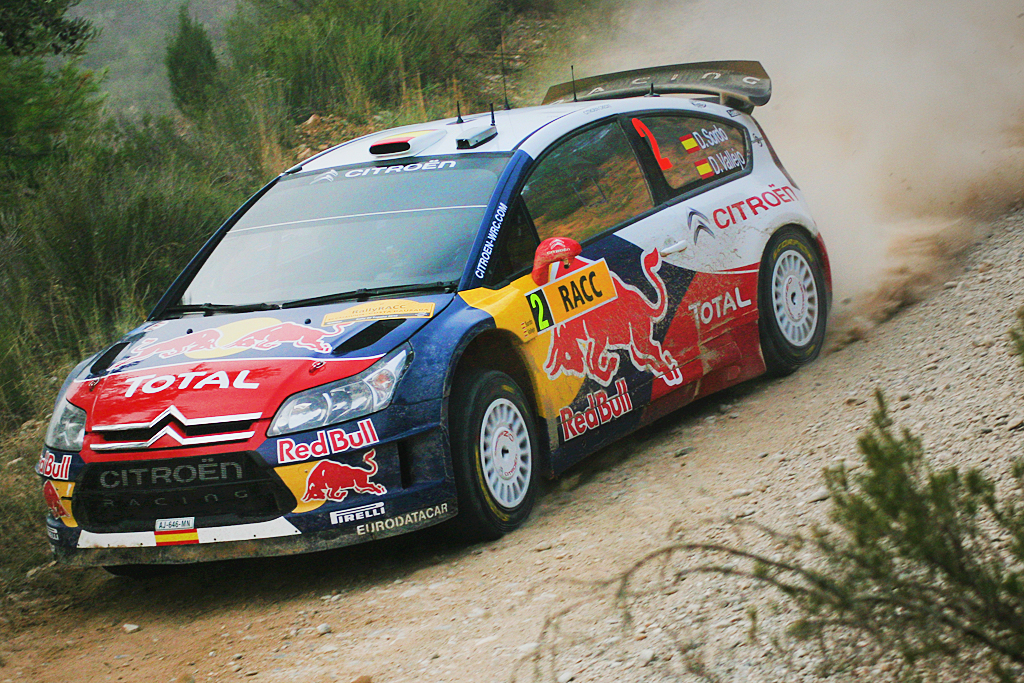
Durante 2010 Sordo alternó sus participaciones entre el primer equipo de Citroën y el Citroën Junior.

En 2009 Citroën había competido, además del primer equipo, con el Citroën Junior Team, formación nació como segundo equipo de la marca. En su primer año varios pilotos corrieron dentro del mismo, donde destacó el francés Sébastien Ogier que consiguió un segundo puesto en el Acrópolis. El equipo quiso dar una oportunidad al piloto y durante 2010 Sordo y Ogier se alternaron entre el primer equipo y el júnior, a mediados de temporada. Sordo inició el año de manera irregular: fue cuarto en Suecia (su mejor resultado en la prueba hasta esa fecha) por detrás de Loeb, pero por delante de Ogier, en México no puntuó, donde solo pudo ser décimo cuarto, en Jordania fue cuarto y en Turquía quedó de nuevo fuera de los puntos al no poder terminar la prueba. En Nueva Zelanda fue cuarto y en Portugal logró su primer podio al conseguir el tercer puesto. En Bulgaria logró otro buen resultado: fue segundo por detrás de Loeb, hecho que, sin embargo, no le sirvió para que en la siguiente cita la marca decidiese ceder su asiento a Ogier, por lo que Sordo corrió el Rally de Finlandia con el Citroën Júnior, donde consiguió el quinto puesto. En las cinco pruebas que restaban por disputarse el español corrió con el primer equipo solo en las pruebas sobre asfalto, por lo que fue sustituido por Ogier en las de tierra. En Alemania, donde compitió con nuevo copiloto, Diego Vallejo, fue segundo, en Japón cuarto, y se subió de nuevo al podio en Alsacia (2.º) y Cataluña (3.º). Antes de la última prueba del año, Sordo se sintió prácticamente fuera del equipo, que le exigió la entrada de un patrocinador y le ofreció correr con el equipo júnior por lo que comenzó a estudiar opciones de fichar por otro equipo como Ford. En Gran Bretaña fue quinto y cerró un año irregular, con buenos resultados en las pruebas sobre asfalto, solo pudo ser quinto en la clasificación final del mundial superado por Loeb y Ogier. De esta manera el piloto cántabro se despidió tras cuatro años con Citroën. Los buenos resultados de Ogier, con dos victorias y seis podios, provocaron en gran medida la marcha de Sordo que ocuparía su asiento para la temporada siguiente. Dani Sordo cerró el año 2010 con una victoria en el Monza Rally Show, prueba de exhibición que se realiza en Italia, y que supuso la despedida a Citroën después de cuatro años. Ese mismo año ganó el Rally del Ártico, un rallly perteneciente al Campeonato de Finlandia de Rally, convirtiéndose en el segundo no finés en ganarlo, tras el sueco Thomas Radstrom en el año 2000.

### MINI y Prodrive: 2011-2012

#### 2011

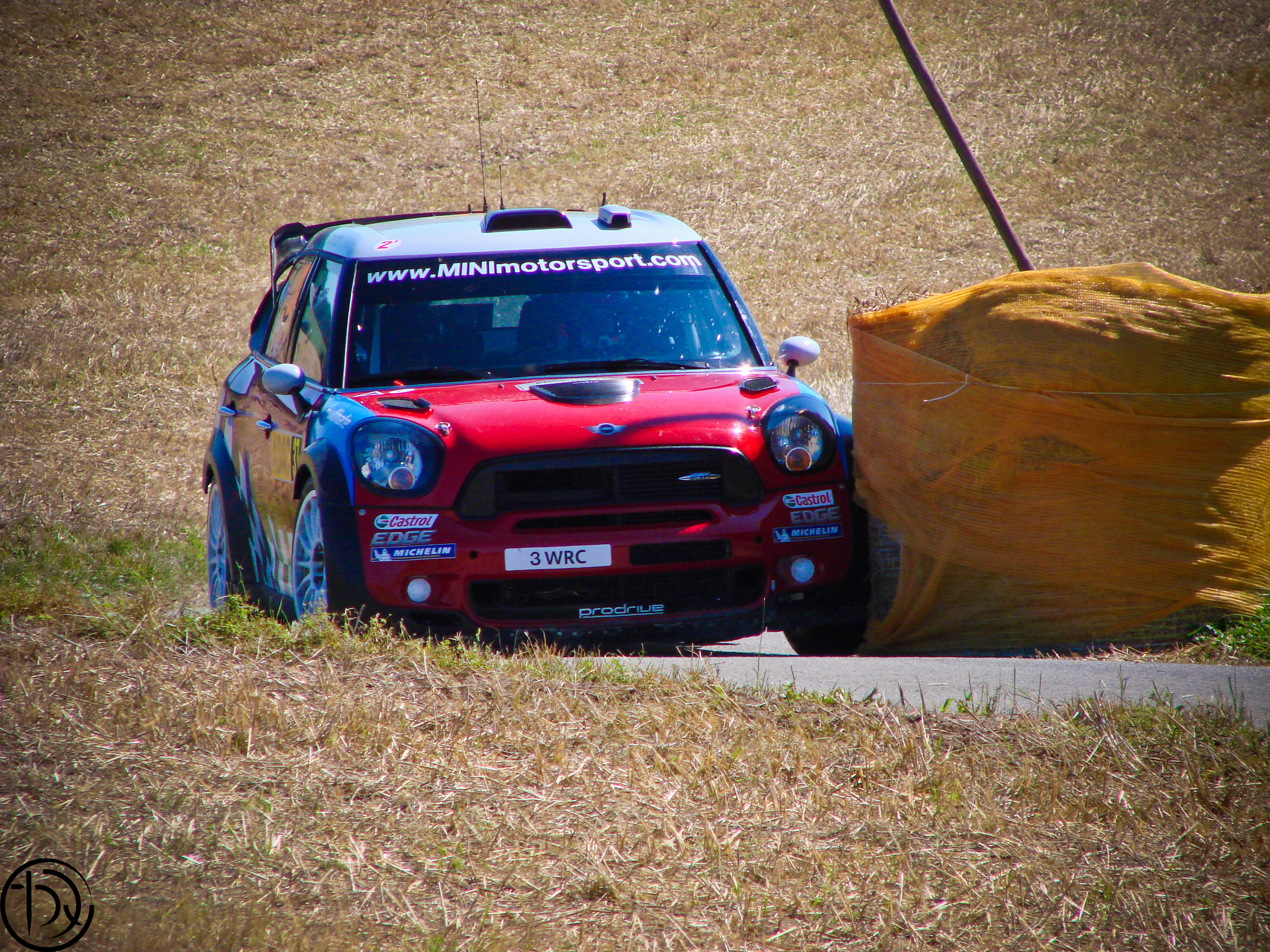
En Alemania, Sordo consiguió el primer podio del año.

A finales de 2010 y tras la marcha de Citroën Sordo se encontró inicialmente sin equipo para la temporada siguiente. Ese año MINI (BMW) decidió hacer su entrada en el campeonato del mundo y desarrolló, en colaboración con Prodrive, el Mini John Cooper Works WRC. Aunque con intención de realizar un primer año de manera parcial la marca contrató a Sordo y al inglés Kris Meeke como pilotos y participó en solo seis rally, pero sin registrarse como constructor, por lo que no sumó puntos para el campeonato de marcas. Durante 2011 Sordo participó primero en el desarrollo del Mini WRC y después realizó un programa corto con vistas a diputar el calendario completo en 2012. De esta manera no participó hasta la quinta ronda, el Rally de Cerdeña. Con Carlos del Barrio de nuevo a su lado como copiloto debutó con el Mini WRC en Cerdeña donde logró el sexto puesto. Participó luego en Finlandia donde abandonó por avería mecánica y en Alemania consiguió la tercera plaza dando al Mini WRC el primer podio de su historia. Tras Alemania Sordo participó en las últimas tres citas: Alsacia, donde luchó por la victoria hasta el final contra Sébastien Ogier que venció por solo seis segundos de ventaja, Cataluña donde fue cuarto, y Gran Bretaña donde tuvo problemas y solo pudo ser vigésimo.

#### 2012

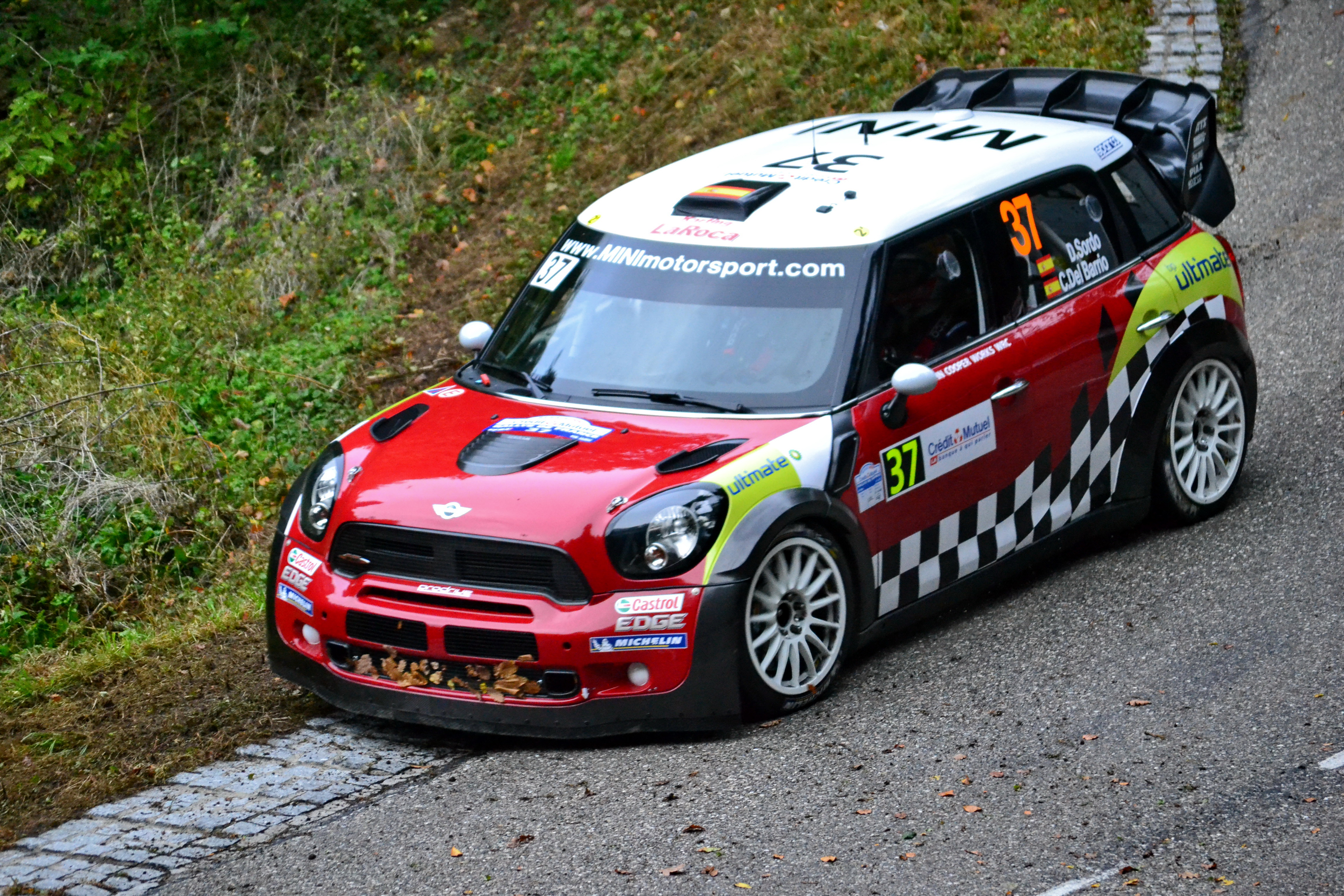
Con el Mini WRC Sordo volvió a subirse al podio entre 2011 y 2012. En la imagen durante el Rally de Alsacia de 2012.

En el segundo año con Mini, Sordo tenía previsto participar en todas las pruebas del calendario, sin embargo, esto cambió tras la segunda cita. En Montecarlo, logró un scratch en el octavo tramo y consiguió finalizar segundo, por detrás de Loeb, y por delante de Petter Solberg con quien tuvo una intensa pelea por la segunda posición. En Suecia abandonó por salida de pista y a partir de ahí los planes de Sordo cambiaron. BMW que había hecho un contrato con Prodrive, empresa británica que se encargó del desarrollo de los Mini WRC rompió lazos con esta por lo que Sordo participó con Prodrive en cinco pruebas más durante ese año, pero como privado. De esta manera Sordo volvió a realizar por segundo año, un calendario incompleto. Tras la ausencia de México, acudió a Portugal donde realizó una buena actuación a pesar de finalizar en la undécima plaza. Marcó un total de seis scratch, pero debido a los problemas sufridos en los primeros compases no pudo sumar ningún punto. La siguiente cita, fue el Rally de Argentina donde el piloto de Prodrive no tenía pensado acudir, pero en el mes de abril el piloto de Ford, Jari-Matti Latvala sufrió un accidente que le provocó una lesión en la clavícula por lo que no pudo acudir a Argentina y Ford escogió a Sordo como su sustituto. En su primera carrera con el Ford Fiesta RS WRC oficial llegó a ocupar la tercera plaza hasta que en el último tramo, el Powerstage, su coche se paró por una avería en el alternador impidiéndole subir al podio en su estreno con la marca del óvalo. Dos semanas después del Rally de Argentina, Sordo participó en el Rally de Córcega, prueba que ese año era puntuable para el IRC con un Mini John Cooper Works S2000 logrando la victoria. De regreso al mundial participó en Nueva Zelanda donde fue sexto y marcó el mejor tiempo en dos tramos y posteriormente participó en las tres citas sobre asfalto: Alemania, Alsacia y Cataluña. En la primera fue noveno, en Francia abandonó por avería mecánica y en España abandonó el primer día por avería y a pesar de reengancharse a la carrera y marcar seis scratch solo pudo ser noveno con un Mini que acusó problemas mecánicos.
A mediados de septiembre Sordo participó en la Subida a Liébana, prueba de montaña en la que ya había participado en 2011, al volante de un Silver-car, finalizando en la segunda posición por detrás de Javier Villa.

### Regreso a Citroën: 2013

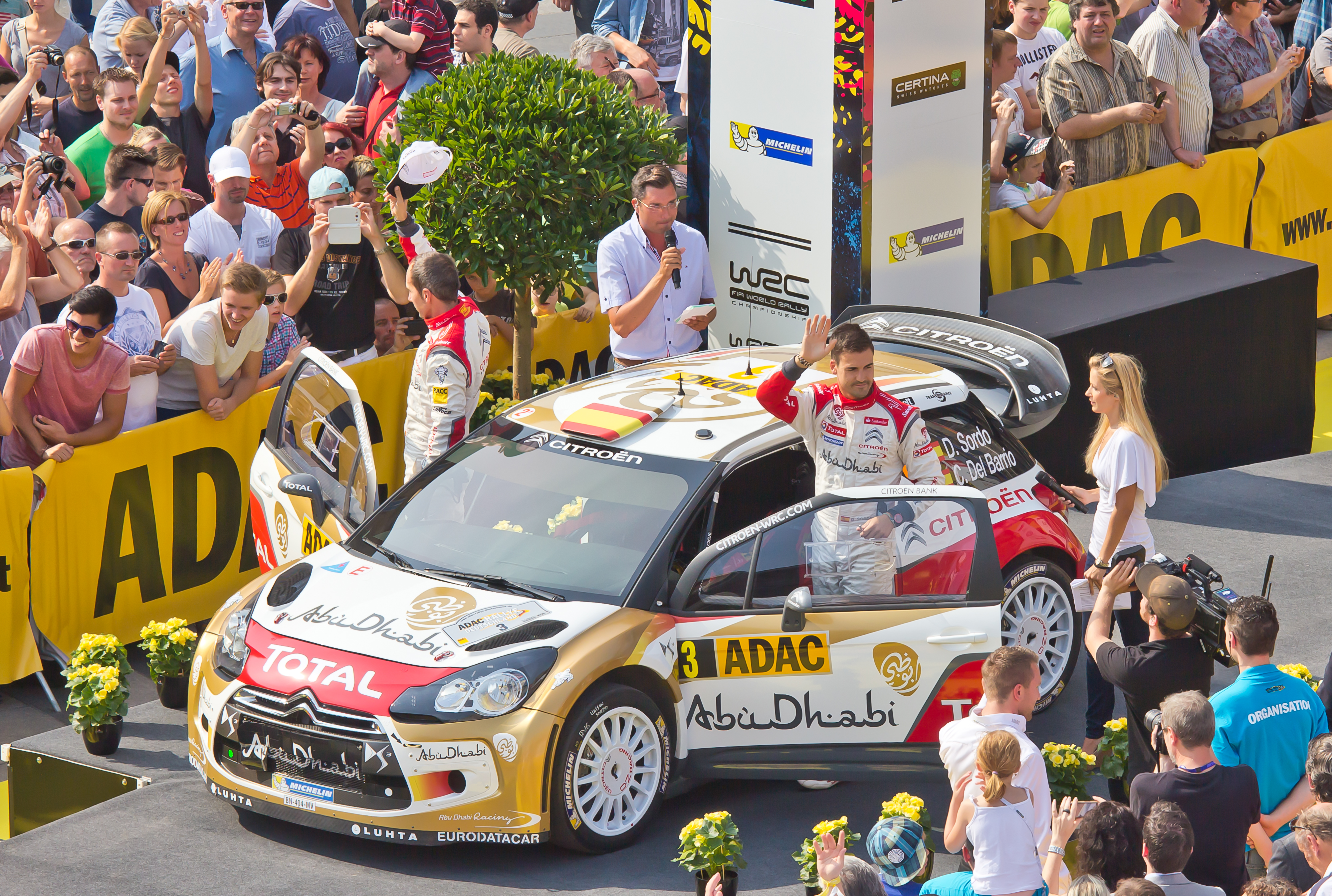
El regreso de Sordo a Citroën le permitió conseguir su primera victoria en el mundial. Se produjo en el mes de agosto en el Rally de Alemania.

A finales del año 2012, Sébastien Loeb confirmó que en 2013 solo disputaría cuatro pruebas, por lo que Citroën escogió a Dani Sordo para ocupar su lugar. De esta manera el español regresó a la marca francesa después de dos años donde forma equipo con el finés Mikko Hirvonen. En su primera participación con el Citroën DS3 WRC, en Montecarlo logró el tercer puesto. En Suecia abandonó por accidente y en México fue cuarto. Para la cuarta cita del año, Portugal, Sordo se desplazó hasta el Circuito de autocross de Arteijo (La Coruña) donde corrió con un Car Cross y a modo de preparación. En la celebración del Fafe Rally Sprint que los organizadores del Rally de Portugal llevaron a cabo por segundo año, el ganador resultó ser Dani Sordo que se impuso en la final frente al noruego Mads Østberg. En el rally tras lograr la segunda posición y muy cerca del líder Sébastien Ogier, sufrió un accidente en el primer tramo del segundo día que lo obligó a abandonar. Se reeganchó a la carrera al día siguiente, pero solo pudo ser duodécimo. En el Rally de Argentina cuando Sordo marchaba tercero por detrás de sus compañeros Mikko Hirvonen y Sébastien Loeb sufrió de nuevo un accidente, tras un error de su copiloto mientras intentaba cerrar su puerta, que le privó de luchar por todas sus aspiraciones de victoria y podio. Finalmente acabó en la novena posición, sumando dos puntos. De vuelta al continente europeo participó en el Rally Acrópolis donde fue segundo por detrás de Latvala y en Cerdeña fue cuarto, de nuevo por delante de su compañero de equipo. Antes de la cita finlandesa, Sordo acudió a la localidad de Carballo para competir en el Campeonato de España de Autocross a bordo de un Semog, a modo de preparación de la misma manera que había hecho semanas antes para la prueba portuguesa. Su participación en Finlandia fue discreta, terminando en la quinta posición. En la siguiente cita, el Rally de Alemania, la primera sobre asfalto desde Montecarlo, Sordo logró su primera victoria de su carrera en el campeonato del mundo, en una prueba con muchos abandonos y salidas de pista y donde tuvo que enfrentarse hasta el final con el belga Thierry Neuville. A pesar de este resultado, para la cita australiana el equipo prefirió prescindir de él y cedió su volante al inglés Kris Meeke, aunque en Francia, y a pesar del regreso de Sébastien Loeb, participó con el segundo equipo de la marca, de la misma manera que había hecho en las dos primeras pruebas del año. En la prueba marcó el mejor tiempo en el powerstage, lo que le dio los tres puntos extra, y después de una intensa lucha y de liderar la prueba en el tercer día de carrera terminó segundo a doce segundos de Sébastien Ogier. En España Sordo estuvo cerca de la victoria, llegó a estar a menos de dos segundos del líder, Jari-Matti Latvala, pero en la última jornada de la prueba, que se disputó sobre tierra, primero perdió la segunda posición en favor de Sébastien Ogier y finalmente se vio obligado a abandonar en el penúltimo tramos tras romper la rueda delantera izquierda contra una piedra. Antes de la última cita del calendario, Sordo se desplazó hasta Canarias para disputar la penúltima prueba del campeonato regional canario, el Rally Isla de Tenerife, con un Citroën Xsara Kit Car del equipo IMEX Laca Competición donde logró la segunda posición a tan solo 0.4 segundos del Ford Focus RS WRC de Fernando Capdevila. En la última prueba del año, Gran Bretaña, Sordo fue penalizado antes de la prueba con cinco minutos debido a que el equipo excedió el número de chasis permitidos en una temporada. A pesar de ello fue el más rápido en el quinto y decimoquinto tramo, y remontó hasta la séptima posición lo que le permitió sumar seis puntos. Con este resultado finalizó la temporada en la quinta plaza con 123 puntos. Días después del rally y finalizada la temporada, se acercó a Italia para disputar el Monza Rally Show a los mandos del Citroën DS3 WRC y con Marc Martí como copiloto con quien logró la victoria imponiéndose sobre Valentino Rossi, el segundo clasificado, y revalidando la victoria lograda en 2010.

### Hyundai: 2014-2019

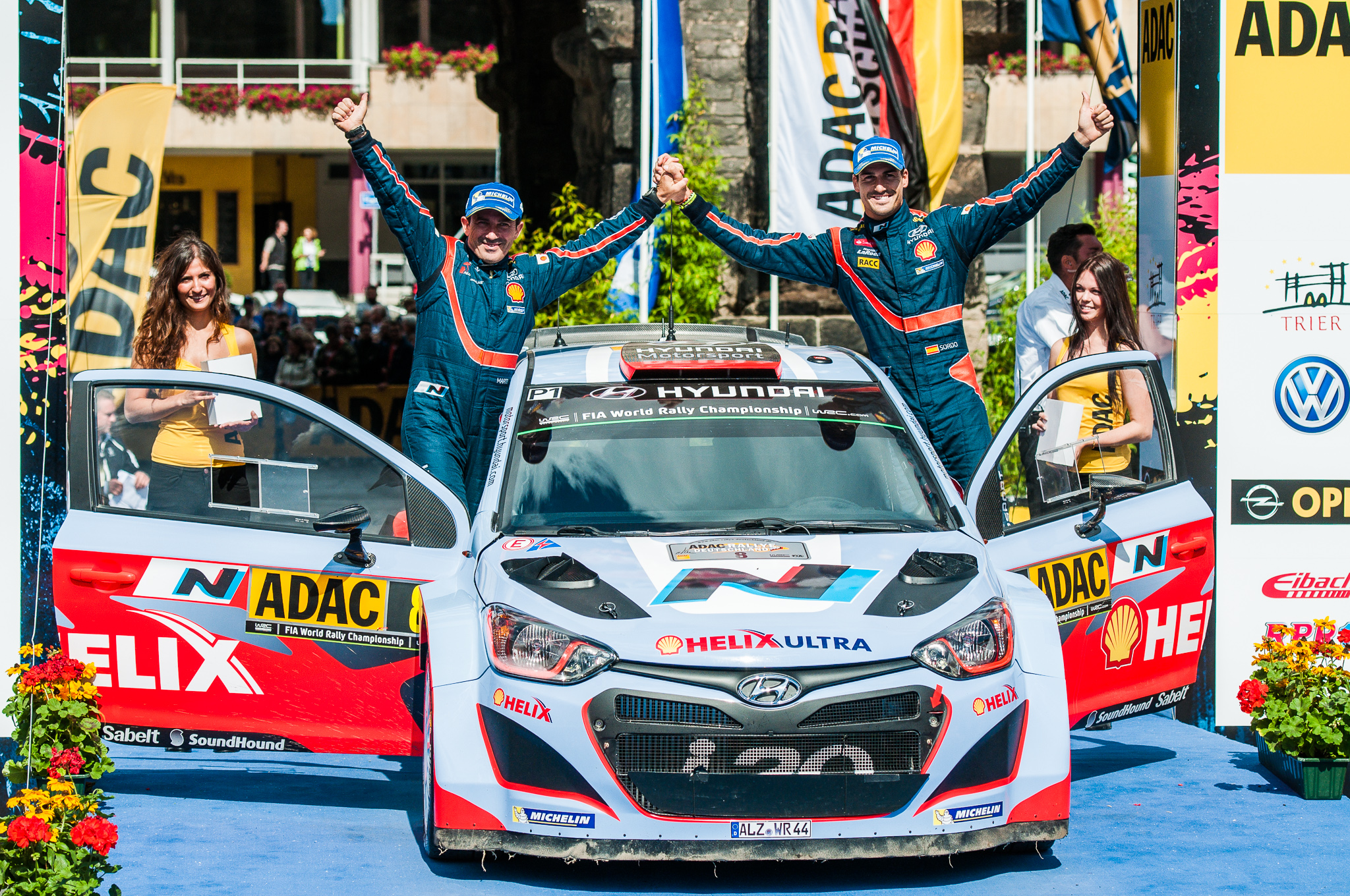
En el Rally de Alemania, Sordo logró su primer podio con Hyundai. Fue segundo por detrás de su compañero de equipo Thierry Neuville, que logró la victoria.

En diciembre de 2013 la marca coreana Hyundai presentó su equipo oficial para la temporada 2014 con Dani Sordo, Thierry Neuville, Juho Hänninen y Chris Atkinson como pilotos, en el caso del español con un programa parcial de cuatro pruebas, todas sobre asfalto, aunque tras la segunda cita se confirmó su participación también en el Rally de Portugal. Marc Martí sustituyó a del Barrio en las labores de copiloto. En la primera cita del año, el Rally de Montecarlo, en el debut con el Hyundai i20 WRC fue ascendiendo de posiciones hasta la tercera plaza recortando tiempo al segundo clasificado Kris Meeke. Sin embargo, en el enlace al quinto tramo una avería eléctrica en el coche le obligó a abandonar. Al no disputar el Rally de Suecia, Sordo acudió a Andorra donde participó en la GSeries BPA 2014, una carrera en un circuito sobre nieve, donde compitió contra otro piloto, Joan Carchat, a bordo de un Hyundai Proto en una categoría denominada "The Rally Drivers". En Portugal, prueba sobre tierra, Sordo participó en su segunda prueba con el equipo coreano, dentro de la segunda estructura de la marca denominada Hyundai Motorsport N donde marcó el primer scratch para el Hyundai i20 WRC e incluso llegó a liderar la prueba temporalmente, en el tercer tramo. Sin embargo, tras caer a la cuarta plaza, el último día de carrera se vio obligado a abandonar tras la rotura de un palier de su coche durante el enlace al primer tramo. Esta actuación le permitió a Sordo participar en el Rally de Argentina con el segundo Hyundai previsto inicialmente para Juho Hänninen. A finales del mes de junio durante la disputa del Rally de Polonia, prueba a la que no acudió, Sordo participó en el Goodwood Festival of Speed donde consiguió el triunfo en el Forest Rally Stage con el Hyundai i20 WRC. En Alemania consiguió su primer podio con el equipo, segundo por detrás de su compañero Neuville, que entre ambos dieron a la marca el primer doblete en su historia. En las dos citas siguientes, Francia y España, terminó cuarto y quinto respectivamente. De las cuatro citas restantes disputó dos: Francia y España, con un cuarto y quinto puesto respectivamente. Terminó la temporada en décima posición.

#### 2015

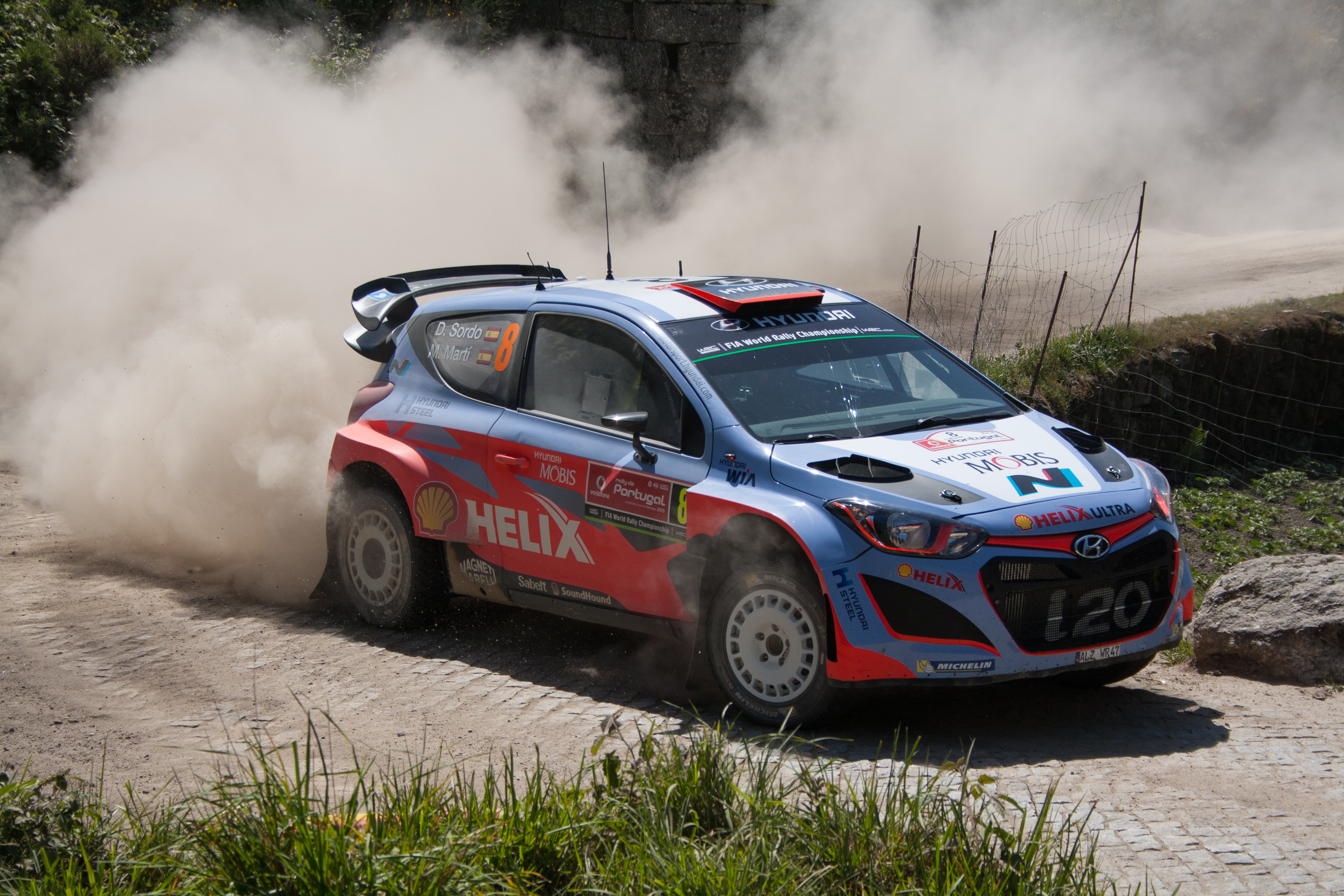
Sordo conduciendo el Hyundai i20 WRC en el Rally de Portugal de 2015.

Sordo firmó con Hyundai un contrato como segundo piloto y un programa inicial de diez pruebas en 2015 y el calendario completo en 2016. En Montecarlo, la primera cita del año, el piloto español realizó una prueba de menos a más, y en los últimos tramos ascendió hasta la quinta plaza, sin embargo, en el último, su propio compañero de equipo, Neuville le arrebató la posición por una diferencia de menos de un segundo. Días después, Sordo se lesionó mientras practicaba ciclismo y se fracturó dos costillas, por lo que no pudo asistir al rally de Suecia.

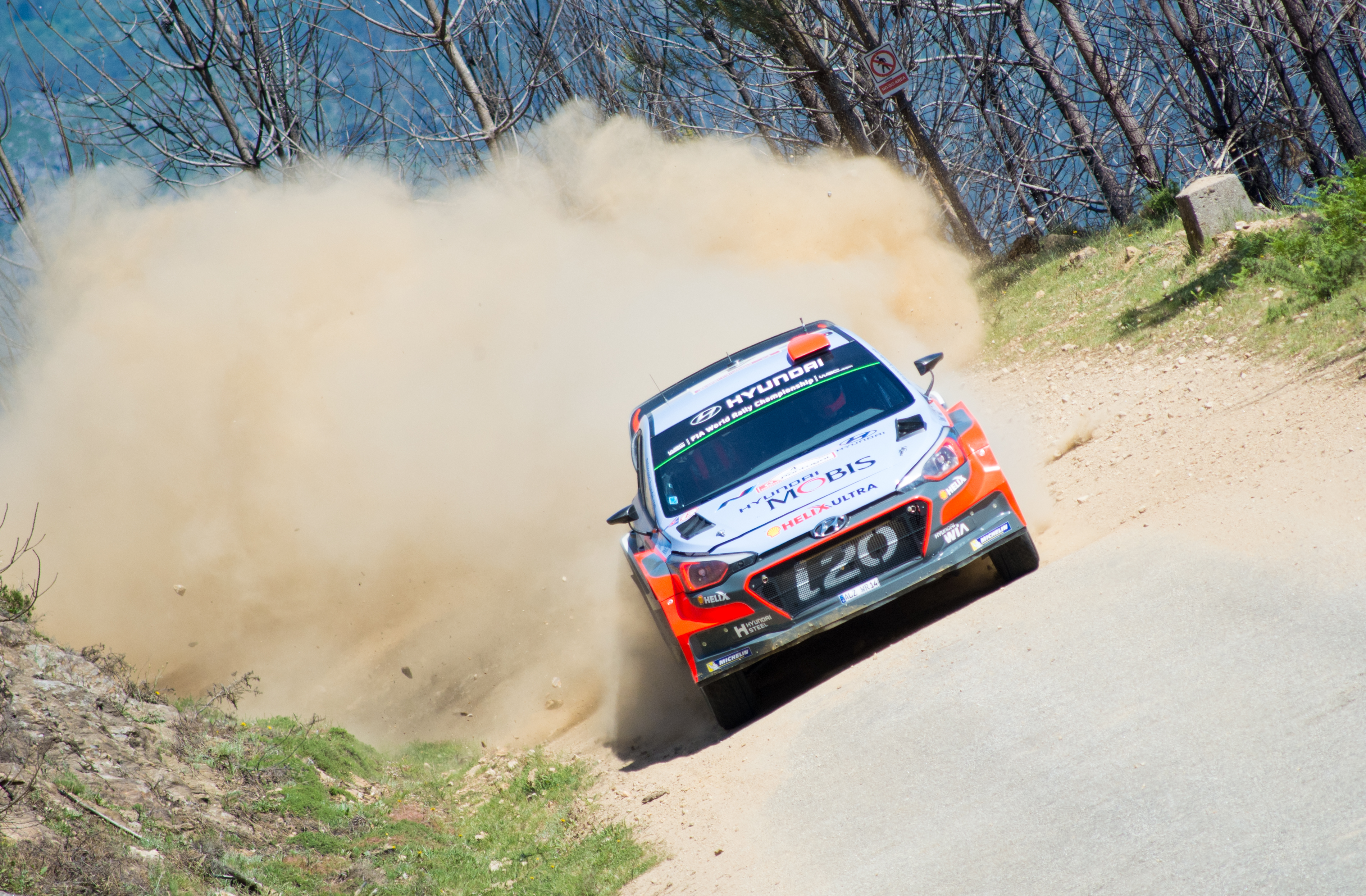
Sordo conduciendo el Hyundai i20 WRC en el Rally de Portugal de 2016.

De regreso en México fue quinto, posición que repitió en Argentina. De vuelta al continente europeo, corrió en Portugal donde terminó en la sexta posición. En el tramo final de la temporada, el piloto resultó cuarto en Alemania, tercero en Cataluña y cuarto en Gran Bretaña. Así, el español se colocó octavo en el campeonato de pilotos.

#### 2016
En 2016 disputó todos los rallies de la temporada excepto el de Finlandia. Puntuó en todos ellos menos en el de Polonia, donde se retiró. Destacan los segundos puestos conseguidos en Alemania y España. También fue cuarto en cuatro rallies seguidos (México, Argentina, Portugal e Italia). Acabó la temporada en quinta posición, con 130 puntos.

#### 2017
En 2017 disputó todos los rallies a excepción del último, el de Australia. Quedó entre los tres primeros dos veces, en Francia y Portugal, pero los malos resultados en Italia, España y Alemania le hicieron quedar en sexta posición con 95 puntos al final de la temporada.

#### 2018
En 2018 volvió a disputar un programa parcial, participando en siete de los trece rallies del WRC y compartiendo coche con Hayden Paddon. Consiguió dos podios, un segundo puesto en México y un tercero en Argentina, dos cuartos puestos, en Francia y Portugal, un quinto, en España, y se retiró en dos rallies, el de Monte Carlo y el de Alemania (cuando iba en segunda posición, al estrellarse contra una viñeda). Acabó noveno en la clasificación general.

#### 2019
En 2019, firmó un contrato para disputar diez de los catorce rallies del mundial, pero finalmente quedaron en ocho tras el fichaje de Sébastien Loeb por Hyundai. Para preparar su debut mundialista en México, disputó el Rally Serras de Fafe, del Campeonato Portugués de Rallies, donde acabó imponiéndose a bordo de un Hyundai i20 R5.
Su temporada en el WRC comenzó en la tercera cita, en México. Allí comenzó liderando el rally, pero una avería le dejó sin opciones de ganar, quedando finalmente en novena posición.
En el siguiente rally del mundial, el de Córcega, no estaba planeada su participación, pero el equipo prefirió su presencia en puesto de la de Mikkelsen. Acabó ese rally en cuarta posición. En el rally de Argentina acabó en sexta posición.
Más tarde llegó Portugal. Comenzó el rally liderando, pero, al igual que en México, sufrió una avería que le hizo perder mucho tiempo, acabando en la posición 23.
En Cerdeña, comenzó el rally en segunda posición tras Sébastien Ogier, pero los problemas que sufrió el francés le hicieron ser el líder el sábado por la mañana. No obstante, perdería el liderato por la tarde, que quedaría en manos de Ott Tänak.
Esa situación se mantuvo hasta el último tramo, en el que Tänak hizo un trompo, lo que permitió a Dani Sordo y Carlos del Barrio ganar su segundo rally del mundial, tras el de Alemania del 2013.
Durante el verano disputó el Rally de Sarón, en Cantabria, donde acabó imponiéndose a bordo de un Hyundai i20 R5. Más tarde, en su regreso al WRC, participó en el Rally de Alemania. Allí, cuando luchaba por el podium, sufrió problemas con el cambio (solamente pudo usar la primera marcha), lo que le dejó sin posibilidades de ganar. Remontó desde el séptimo hasta el cuarto puesto, pero finalmente acabó quinto, ya que Hyundai ordenó dejar pasar a Neuville.
A finales de agosto corrió como invitado el Rally de Neuquén, del Campeonato Argentino de Rallies, como preparación para la prueba del WRC en Turquía, donde acabó imponiéndose a bordo de un Hyundai i20 R5 de la escudería Point Cola Racing. Ganó todos los tramos a excepción de dos y sacó casi dos minutos al segundo clasificado.
En el Rally de Turquía fue quinto. Cerro la temporada con una gran actuación en el Rally de Cataluña, donde se subió al podium, con un tercero puesto.

#### 2020
La temporada de 2020 comenzó con el regreso de Sordo con su copiloto Carlos del Barrio al Rally Serras de Fafe, aunque no participaba en la clasificación, sino que competía como piloto invitado, de modo que no pudo revalidar el triunfo del año anterior.
Ya en el WRC, Sordo tuvo que retirarse de su primer Rally, el de México, a causa de problemas en el motor.
Tras muchos meses sin competir debido a la suspensión de la temporada por la pandemia de COVID-19, Dani Sordo regresó a la competición en el Rally de Roma, de nuevo como invitado, para preparar la cita del WRC en Cerdeña. Se impuso entre todos los pilotos del WRC, en una categoría llamada Rally Stars.
Ya en la isla italiana, hizo un sábado espectacular, ganando 5 de los diez primeros 10 tramos y consiguiendo finalizar líder con más de 27 segundos de ventaja sobre Sébastien Ogier. El domingo se limitó a defender la ventaja conseguida, y acabó proclamándose ganador del rally por más de 6 segundos, revalidando la victoria del año anterior.

## Estadísticas

### Resultados en el Campeonato Mundial de Rally
| Año     | Equipo                   | Vehículo                   | 1       | 2       | 3       | 4       | 5       | 6      | 7       | 8       | 9       | 10      | 11      | 12      | 13      | 14      | 15     | 16    | Pos. | Puntos |
| ------- | ------------------------ | -------------------------- | ------- | ------- | ------- | ------- | ------- | ------ | ------- | ------- | ------- | ------- | ------- | ------- | ------- | ------- | ------ | ----- | ---- | ------ |
| 2003    | Dani Sordo               | Mitsubishi Lancer Evo VII  | MON     | SWE     | TUR     | NZL     | ARG     | GRE    | CHI     | GER     | FIN     | AUS     | SRM     | COR     | ESP 18  | GBR     |        |       | -    | 0      |
| 2004    | Dani Sordo               | Mitsubishi Lancer Evo VII  | MON     | SWE     | MEX     | NZL     | CHI     | GRC    | TUR     | ARG Ret | FIN     | GER 19  | JAP     | GBR     | CER     | FRA 13  |        |       | -    | 0      |
| 2004    | Dani Sordo               | Citroën C2 S1600           |         |         |         |         |         |        |         |         |         |         |         |         |         |         | ESP 20 | AUS   | -    | 0      |
| 2005    | Dani Sordo               | Citroën C2 S1600           | MON 15  | SWE     | MEX     | NZL     | ITA 17  | CYP    | TUR     | GRE Ret | ARG     | FIN 15  | GER 13  | GBR     | JPN     | FRA 15  | ESP 12 | AUS   | -    | 0      |
| 2006    | Kronos Total Citroën WRT | Citroën Xsara WRC          | MON 8   | SWE 16  | MEX 4   | ESP 2   | FRA 3   | ARG 5  | ITA 3   | GRE 6   | GER 2   | FIN Ret | JAP DSQ | CYP Ret | TUR 7   | AUS 23  | NZL 5  | GBR 7 | 5.º  | 49     |
| 2007    | Citroën Total WRT        | Citroën C4 WRC             | MON 2   | SWE 12  | NOR 25  | MEX 4   | POR 3   | ARG 6  | ITA 3   | GRE 24  | FIN Ret | GER Ret | NZL 6   | ESP 2   | FRA 3   | JPN 2   | IRE 2  | GBR 5 | 4.º  | 65     |
| 2008    | Citroën Total WRT        | Citroën C4 WRC             | MON 11  | SWE 6   | MEX 16  | ARG 3   | JOR 2   | ITA 5  | GRE 5   | TUR 4   | FIN 4   | GER 2   | NZL 2   | ESP 2   | FRA Ret | JAP DSQ | GBR 3  |       | 3.º  | 65     |
| 2009    | Citroën Total WRT        | Citroën C4 WRC             | IRE 2   | NOR 5   | CYP 4   | POR 3   | ARG 2   | ITA 23 | GRE 12  | POL 2   | FIN 4   | AUS 3   | ESP 2   | GBR 3   |         |         |        |       | 3.º  | 64     |
| 2010    | Citroën Total WRT        | Citroën C4 WRC             | SWE 4   | MEX 14  | JOR 4   | TUR Ret | NZL 5   | POR 3  | BUL 2   |         | DEU 2   |         | FRA 2   | ESP 3   |         |         |        |       | 5.º  | 150    |
| 2010    | Citroën Junior Team      | Citroën C4 WRC             |         |         |         |         |         |        |         | FIN 5   |         | JPN 4   |         |         | GBR 5   |         |        |       | 5.º  | 150    |
| 2011    | Mini WRC Team            | Mini John Cooper Works WRC | SWE     | MEX     | POR     | JOR     | ITA 6   | ARG    | GRE     | FIN Ret | DEU 3   | AUS     | FRA 2   | ESP 4   | GBR 20  |         |        |       | 8.º  | 59     |
| 2012    | Mini WRC Team            | Mini John Cooper Works WRC | MON 2   | SWE Ret | MEX     | POR 11  |         | GRE    | NZL 6   | FIN     | DEU 10  | GBR     | FRA Ret | ITA     | ESP 9   |         |        |       | 11.º | 35     |
| 2012    | Ford WRT                 | Ford Fiesta RS WRC         |         |         |         |         | ARG Ret |        |         |         |         |         |         |         |         |         |        |       | 11.º | 35     |
| 2013    | Abu Dhabi Citroën WRT    | Citroën DS3 WRC            | MON 3   | SWE Ret |         |         | ARG 9   |        |         |         |         |         | FRA 2   |         |         |         |        |       | 5.º  | 123    |
| 2013    | Citroën World Rally Team | Citroën DS3 WRC            |         |         | MEX 4   | POR 12  |         | GRE 2  | ITA 4   | FIN 5   | DEU 1   | AUS     |         | ESP Ret | GBR 7   |         |        |       | 5.º  | 123    |
| 2014    | Hyundai WRT              | Hyundai i20 WRC            | MON Ret | SWE     | MEX     |         | ARG Ret | ITA    | POL     | FIN     | DEU 2   | AUS     | FRA 4   | ESP 5   | GBR     |         |        |       | 10.º | 40     |
| 2014    | Hyundai Motorsport N     | Hyundai i20 WRC            |         |         |         | POR Ret |         |        |         |         |         |         |         |         |         |         |        |       | 10.º | 40     |
| 2015    | Hyundai Motorsport       | Hyundai i20 WRC            | MON 6   | SWE     | MEX 5   | ARG 5   | POR 6   | ITA 20 | POL 10  | FIN 11  | DEU 4   | AUS 8   | FRA 7   | ESP 3   | GBR 4   |         |        |       | 8.º  | 89     |
| 2016    | Hyundai Motorsport       | Hyundai i20 WRC            | MON 6   | SWE 6   | MEX 4   | ARG 4   | POR 4   | ITA 4  | POL Ret | FIN     | DEU 2   | FRA 7   | ESP 2   | GBR 6   | AUS 5   |         |        |       | 5.º  | 130    |
| 2017    | Hyundai Motorsport       | Hyundai i20 Coupe WRC      | MON 4   | SWE 4   | MEX 8   | FRA 3   | ARG 8   | POR 3  | ITA 13  | POL 4   | FIN 9   | DEU 34  | ESP 15  | GBR 10  | AUS     |         |        |       | 6.º  | 95     |
| 2018    | Hyundai Shell Mobis WRT  | Hyundai i20 Coupe WRC      | MON Ret | SWE     | MEX 2   | FRA 4   | ARG 3   | POR 4  | ITA     | FIN     | GER Ret | TUR     | GBR     | ESP 5   | AUS     |         |        |       | 9.º  | 71     |
| 2019    | Hyundai Shell Mobis WRT  | Hyundai i20 Coupe WRC      | MON     | SWE     | MEX 9   | FRA 4   | ARG 6   | CHI    | POR 23  | ITA 1   | FIN     | GER 5   | TUR 5   | GBR     | ESP 3   | AUS C   |        |       | 8.º  | 89     |
| 2020    | Hyundai Shell Mobis WRT  | Hyundai i20 Coupe WRC      | MON     | SWE     | MEX Ret | EST     | TUR     | ITA 1  | MNZ 3   |         |         |         |         |         |         |         |        |       | 8.º  | 42     |
| 2021    | Hyundai Shell Mobis WRT  | Hyundai i20 Coupe WRC      | MON 5   | ART     | CRO     | POR 2   | ITA 17  | SAF 12 | EST     | BEL     | GRE 4   | FIN     | ESP 3   | MNZ 3   |         |         |        |       | 6.º  | 81     |
| 2022    | Hyundai Shell Mobis WRT  | Hyundai i20 N Rally1       | MON     | SWE     | CRO     | POR 3   | ITA 3   | SAF    | EST     | FIN     | BEL     | GRE 3   | NZL     | ESP     | JPN     |         |        |       | 8.º  | 49     |
| 2023    | Hyundai Shell Mobis WRT  | Hyundai i20 N Rally1       | MON 7   | SWE     | MEX 5   | CRO     | POR 2   | ITA    | SAF     | EST     | FIN     | GRE     | CHI     | EUR     | JAP     |         |        |       | 7º   | 36     |
| Fuentes |                          |                            |         |         |         |         |         |        |         |         |         |         |         |         |         |         |        |       |      |        |

### Resultados en el Intercontinental Rally Challenge
| Año  | Equipo   | Auto                         | 1   | 2   | 3   | 4     | 5   | 6   | 7   | 8   | 9   | 10  | 11  | 12  | 13  | Pos. | Puntos | Notas  |
| ---- | -------- | ---------------------------- | --- | --- | --- | ----- | --- | --- | --- | --- | --- | --- | --- | --- | --- | ---- | ------ | ------ |
| 2012 | Prodrive | Mini John Cooper Works S2000 | AZO | CAN | IRL | COR 1 | TAF | YPR | SAM | RUM | BCZ | PYA | SLV | SAN | CYP | 15.º | 25     | [ 93 ] |

### Resultados en el Campeonato de Europa de Rally
| Año  | Equipo             | Automóvil      | 1   | 2   | 3   | 4   | 5     | 6      | 7   | 8   | Posi. | Puntos |
| ---- | ------------------ | -------------- | --- | --- | --- | --- | ----- | ------ | --- | --- | ----- | ------ |
| 2018 | Hyundai Motorsport | Hyundai i20 R5 | POR | ESP | GRE | CYP | ITA   | CZE 3  | POL | LVA | 12.º  | 24     |
| 2021 | Team MRF Tyres     | Hyundai i20 R5 | POL | LVA | ITA | CZE | POR 2 | FAF 12 | HUN | ESP | 9.º   | 40     |

### Resultados Campeonato Mundial Júnior
| Año  | Equipo     | Automóvil        | 1     | 2   | 3     | 4       | 5     | 6     | 7     | 8     | Pos. | Puntos | Notas  |
| ---- | ---------- | ---------------- | ----- | --- | ----- | ------- | ----- | ----- | ----- | ----- | ---- | ------ | ------ |
| 2005 | Dani Sordo | Citroën C2 S1600 | MON 4 | MEX | ITA 1 | GRE Ret | FIN 1 | GER 1 | FRA 2 | ESP 1 | 1.º  | 53     | [ 94 ] |

### Resultados en el Campeonato de España de Rally
| Año    | Equipo                      | Vehículo                     | 1     | 2     | 3     | 4       | 5       | 6       | 7       | 8       | 9     | 10    | Pos. | Puntos |
| ------ | --------------------------- | ---------------------------- | ----- | ----- | ----- | ------- | ------- | ------- | ------- | ------- | ----- | ----- | ---- | ------ |
| 2002   | Dani Sordo DSC Equipo Rally | Mitsubishi Carisma GT Evo VI | ECI   | CAN 6 |       |         |         |         |         |         |       |       | ?    | ?      |
| 2002   | Dani Sordo DSC Equipo Rally | Mitsubishi Lancer Evo VI     |       |       | VLL 4 | OUR Ret | AVI Ret | RBX 11  | VCN Ret | MED Ret | CDS   | MAD   | ?    | ?      |
| 2003   | Mitsubishi Motors España    | Mitsubishi Lancer Evo VI     | MED 9 | CNR   | CAN 1 | RBX 7   | ORN Ret | AVI Ret | PRA 12  | VCN Exc |       |       | 9.º  | 27     |
| 2003   | Citroën Sport               | Citroën Saxo S1600           |       |       |       |         |         |         |         |         | CDS 5 |       | 9.º  | 27     |
| 2004   | Auto Gomas Cantabria        | Citroën C2 S1600             | VIL   | CNR   | CAN   | RBX Ret | OUR 5   | AVI 3   | PRA Ret | VLL 4   |       |       | 5.º  | 54     |
| 2004   | Citroën Sport               | Citroën C2 S1600             |       |       |       |         |         |         |         |         | CDS 1 | MAC 1 | 5.º  | 54     |
| 2005   | Auto Gomas Cantabria        | Citroën C2 S1600             | VLJ 2 | CNR 2 | CAN 1 | RBX 1   | OUR     | AVI 2   | FRR 1   | VLL 1   | PRA 1 |       | 1.º  | 111    |
| Fuente |                             |                              |       |       |       |         |         |         |         |         |       |       |      |        |

### Resultados en el Campeonato de España de Rally de Tierra
| Año  | Equipo     | Vehículo                 | 1   | 2   | 3   | 4     | 5     | 6     | 7       | 8   | Pos. | Puntos | Notas  |
| ---- | ---------- | ------------------------ | --- | --- | --- | ----- | ----- | ----- | ------- | --- | ---- | ------ | ------ |
| 2002 | Dani Sordo | Mitsubishi Lancer Evo VI | RIO | MAD | OLI | CAN 3 | TER 4 | CDN 2 | PDR Ret | VAL | 7.º  | 61     | [ 95 ] |

### Otras pruebas
| Año  | Equipo                          | Vehículo                   | 1       | 2     |
| ---- | ------------------------------- | -------------------------- | ------- | ----- |
| 2005 | Dani Sordo                      | Renault Clio Ragnotti      | FIN 9   |       |
| 2005 | Citroën Total Rallye Team       | Citroën C2 S1600           | POR 5   |       |
| 2007 | Citroën Sport                   | Citroën C4 WRC             | SMA Ret |       |
| 2007 | Dani Sordo                      | Citroën Xsara WRC          | IRE 2   |       |
| 2008 | Citroën WRT                     | Citroën C4 WRC             | SMA 1   |       |
| 2010 | Citroën Junior Team Citroën WRT | Citroën C4 WRC             | ALR 1   | MON 1 |
| 2011 | Dani Sordo                      | Mini John Cooper Works WRC | MON 5   |       |
| 2013 | IMEX Laca Competición           | Citroën Xsara Kit Car      | TEN 2   |       |
| 2013 | Dani Sordo                      | Citroën DS3 WRC            | MON 1   |       |
| 2019 | Hyundai Motorsport              | Hyundai i20 R5             | FAF 1   |       |
| 2019 | Terra Training Motorsport       | Hyundai i20 R5             | SAR 1   |       |
| 2019 | Point Cola Racing               | Hyundai i20 R5             | NEU 1   |       |
| 2019 | Hyundai Motorsport              | Hyundai i20 R5             | MON 2   |       |

#### Vehcículo cero
En 2006 Sordo participó en el Rally de Portugal con el Citroën Xsara WRC de vehículo cero.
| Predecesor: Per-Gunnar Andersson | Campeón Mundial Júnior 2005     | Sucesor: Patrick Sandell |
| Predecesor: Alberto Hevia        | Campeón de España de Rally 2005 | Sucesor: Dani Solà       |

## Condecoraciones y reconocimientos
- En diciembre de 2013 fue nombrado «Amigo de UNICEF Comité Cantabria», especialmente por su compromiso en la defensa de los derechos de la infancia.[102]

- Elegido piloto del año en los Premios Car and Driver 2014 otorgados por la publicación, en su edición española, Car and Driver.[103]